# Hale House (Los Angeles, Kalifornien)

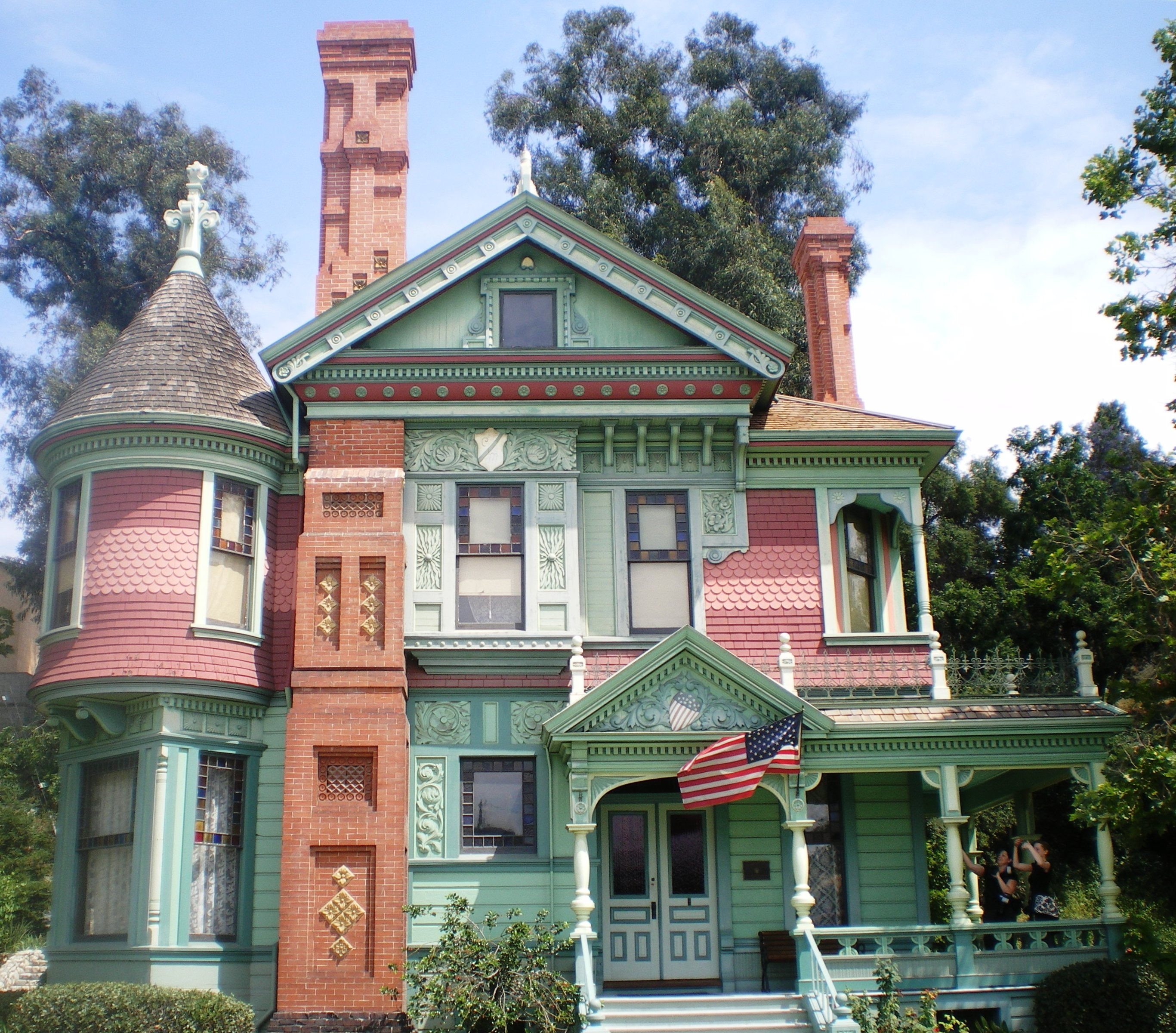
Hale House im Jahr 2008.

Das Hale House ist ein 1885 im viktorianischen Stil erbautes Haus in Highland Park im Nordosten von Los Angeles, Kalifornien. 1966 wurde das Gebäude zum Kulturdenkmal erklärt und am 22. September 1972 als Baudenkmal in das National Register of Historic Places eingetragen, nachdem 1970 die Umsiedlung zum Heritage Square Museum geglückt war. Das Hale House und andere alte Gebäude sind dort gegen Entgelt zu besichtigen.

## Anfangsjahre
Das Hale House wurde in den 1880er Jahren durch den Bauunternehmer George W. Morgan am Fuß des Mount Washington errichtet. Ursprünglich stand das Haus in 4501 North Pasadena Avenue (der heutigen Figueroa Street), wurde aber nach 4425 North Pasadena versetzt, bevor es die Hales erwarben. Die damaligen Baukosten beliefen sich auf weniger als 4000 US-Dollar.
Das Haus wurde 1901 von James und Bessie Hale gekauft. Die Hales trennten sich einige Jahre später und das Haus verblieb bei Bessie. Diese betrieb in dem Gebäude bis in die späten 1950er Jahre eine Pension und wohnte dort bis zu ihrem Tod im Alter von 97 Jahren im Jahre 1966.

## Spätere Verlegung des Hauses
Die Nichte Hales, die das Haus erbte, wollte es so schnell wie möglich loswerden. Als die Pläne bekannt wurden, dass das Haus abgerissen und stattdessen eine moderne Tankstelle entstehen solle, stoppte die Kommission für das kulturelle Erbe von Los Angeles den Abbruch vorübergehend, indem sie das Gebäude 1966 zu einem historisch-kulturellen Baudenkmal erklärte (HCM #40).  Der Kolumnist Jack Smith von der Los Angeles Times setzte sich für die Erhaltung des „verblassten alten Hauses“ ein und charakterisierte es als eines der wenigen verbliebenen aus dem „Zeitalter der Ausgelassenheit“. Smith schrieb:

„Das Haus wurde als ‚pittoresk-eklektisch‘ bezeichnet, was bedeutet, dass sein Architekt eine Prise von hier und eine Fleur-de-lis von da nahm und alles zusammenbrachte mit romantischer Unbekümmertheit. … Wegen seiner eklektischen Natur wird dem Hale House nachgesagt, in einem Stück viele architektonische Errungenschaften des späten 19. Jahrhunderts zu vereinen.“

 Hales Nichte stimmte zu, das Haus zum Preis von einem Dollar zu verkaufen, wenn eine Verlegung an einen anderen Standort durchgeführt werden könne. Im Juli 1970 wurde das Haus von seinem Fundament gehoben und in das nahegelegene Heritage Square Museum in Highland Park gebracht. Die Verlegung kostete 10.300 US-Dollar, zuzüglich 3.000 US-Dollar für das Anheben elektrischer Leitungen, sodass das Haus darunter hindurch transportiert werden konnte. Jack Smith, der sich für den Erhalt des Hauses starkgemacht hatte, beschrieb den nächtlichen Transport des Hauses. Demnach sei die Zuschauermenge in Jubel ausgebrochen, als der Transport beendet war, ohne dass die Kamine einstürzten.
Kurz darauf wurde das Haus für einen Film als Kulisse genutzt, in dem das Haus ein in einem Krieg bombardiertes Haus darstellte. Später wurde das Haus restauriert, wobei sich die Kosten auf mehr als 300.000 US-Dollar beliefen.

## Architektur

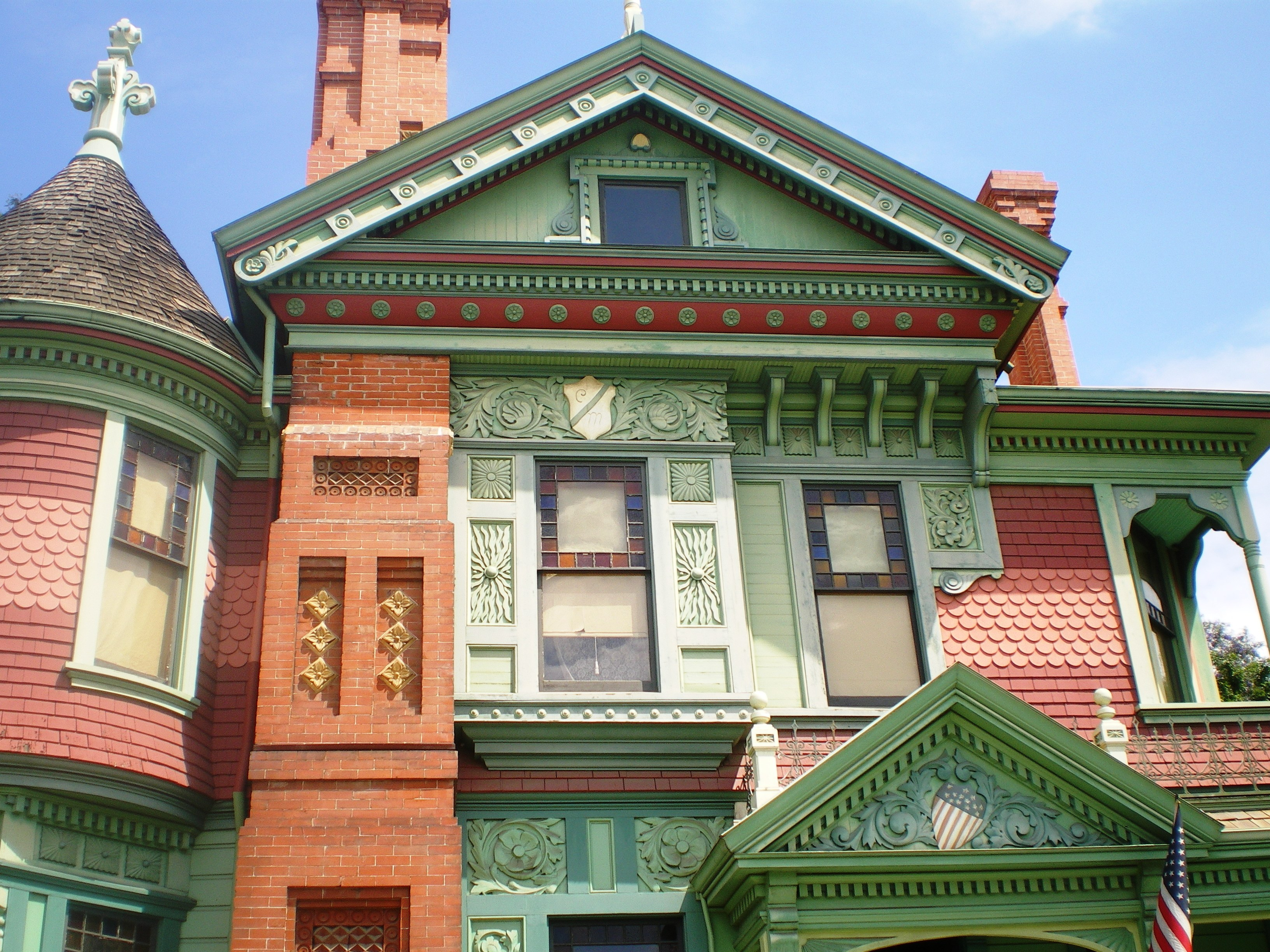
Detailansicht der Vorderfassade des Hauses

Die Architektur des Hauses wurde als Queen Anne, Eastlake, Carpenter Gothic, „pittoresk-eklektisch“ und als „ein kapriziöses altes Lebkuchenhaus“ beschrieben. Jack Smith berichtet von einem Nachbarn, der urteilte: „Welche Architektur! Dieses alte Haus? Es ist ein Mischmasch.“ Smith stimmte dem zu, nannte es aber „einen wundervollen alten Mischmasch“.  Was auch immer der genaue Baustil sein mag, das Gebäude ist mit seinen verzierten Ziegelkaminen, Buntglasfenstern, Holzschnitzereien und einem Ecktürmchen mit einer kupfernen fleur-de-lis ein makelloses Beispiel der handwerklichen Fertigkeiten und des Designs der viktorianischen Zeit.
Das Gebäude ist eine schindelverkleidete Holzrahmenkonstruktion, die seitlich mit fischschuppenartigen Schindeln betont wird. Um die Hauptfenster an der östlichen Fassade und am Giebeldreieck befinden sich gegossene Gipsverzierungen. An der nordöstlichen Ecke befindet sich eine Veranda mit gedrechselten Holzpfeilern mit gebogenen hölzernen Hauben und gefrästen Geländersäulen. Das Dach verzieren eine verschnörkelte Reling aus Eisen und Ziegelkamine mit eingeschnittenen geometrischen Details und Auskragungen am oberen Ende. An der südöstlichen Ecke befindet sich im zweiten Stock ein Türmchen mit Fenster.
In einem Bericht an die Kommission für das kulturelle Erbe der Stadt Los Angeles bescheinigte 1966 Raymond Girvigian, der Vorsitzende des für Südkalifornien zuständigen Ausschusses für historische Gebäude des American Institute of Architects, dem Gebäude „Überschwang in Verzierungen und Details ohne irgendwelche akademischen Regeln, basierend auf geborgten Baustilen und Formen der Vergangenheit, die in einer ungebändigten, aber oft erfindungsreichen und bezaubernden Art und Weise mit hoher handwerklicher Kunstfertigkeit gemischt sind“.
In ihrer Entscheidung, das Hale House zum historischen Denkmal zu erklären, stellte die Kommission fest:

„Dieses pittoreske Bauwerk ist ein hervorragendes Beispiel für die spätviktorianische Epoche in Los Angeles. Seine hauptsächliche Bedeutung besteht darin, dass es vielleicht am besten das Wesen oder die typischsten Merkmale dieses historischen Stils an einem einzigen Beispiel verkörpert. Das Gebäude verfügt innen wie außen über dekoratives Schnitzwerk in Holz, das immer seltener wird. Der Kamin ist charakteristisch für das hohe viktorianische ‘Stadthaus’ dieser Zeit, und die Qualität der Ausführung kann sich mit den bestgebauten Häusern im alten Bunker Hill messen.“

Bei der Renovierung des Hauses wurden Farbmuster des Originalanstrichs gefunden, anhand derer die Farbe für den Neuanstrich der Fassade gemischt wurde. Das Gebäudeinnere wurde so restauriert, wie es vermutlich in den 1890er Jahren ausgesehen hat.